# Пак Похи
Пак Похи (18 августа 1930 — 12 января 2019; кор. 박보희, 朴普熙) — корейский дипломат, предприниматель, автор книг и отставной подполковник Армии Республики Корея. В 1960-х годах Пак служил военным атташе в Посольстве Кореи в Вашингтоне. Прожив в США с 1976 по 1986 год, он владел десятимиллионным имуществом в Ориндже (округ Нью-Йорк). Пак также занимал пост издателя Вашингтон Таймс, главного исполнительного директора Корейского фонда культуры и свободы, а также был личным переводчиком Мун Сон Мёна в США, включая официальное мероприятие с Ричардом Никсоном в Белом доме. Он также встречался с президентами США, такими как Дуайт Эйзенхауэр и Гарри Труман, а также с различными политическими деятелями.
В 1994 году, после смерти Ким Ир Сена, Пак посетил Северную Корею, чтобы выразить соболезнования Ким Чен Иру. В свою очередь, Ким Чен Ир попросил его организовать переговоры на высшем уровне с Южной Кореей. В том же году он был похищен и отпущен преступниками в США.
Пак является ветераном Корейской войны и председателем Комитета ветеранов Корейской войны. Он возглавлял делегацию комитета в мире с программой выступлений Маленьких ангелов, финансируемых южно-корейским конгломератом Тонъиль групп, в странах-участницах Корейской войны.
В 2010 году Пак встречался с президентом Филиппин Акино, Бенигно III, в рамках рабочего визита в правительственном здании Филиппин и выступил перед филиппинскими депутатами в Конгрессе Филиппин. Встречу организовал корейский посол. В 2011 году Пак встречался с президентом Генеральной ассамблеи ООН Йозефом Дейсом на 10-й годовщине теракта 11 сентября. Также в том же году делегацию Федерации за всеобщий мир во главе с Пак Похи, сопровождавшим Маленьких ангелов во время их гастролей, принимал премьер-министр Таиланда.
В ноябре 2011 года Пака принимал спикер Парламента Монголии в здании парламента и советника президента по вопросам права и горно-добывающей политики в здании правительства.
В 2011г. подполковник Пак Похи встречался с ветераном Корейской войны Арсенькиным Владимиром Павловичем, сражавшимся в составе советских войск на стороне Северной Кореи.

## Семья
Пак Похи женат на Юн Кисук и у них шестеро детей. Они в браке более 50 лет. Его дочь, Джулия Пак-Мун является директором Юниверсал балета, а Президент и главный исполнительный директор Манхэттен-центра Мун Ин Джин приходится ему снохой.

## Книги
- Truth Is My Sword (1978) ISBN 978-0-318-03063-0
- Messiah: My Testimony to Rev. Sun Myung Moon (2000) ISBN 978-0-7618-1815-1